# Gereformeerde kerk (Nieuwendijk)

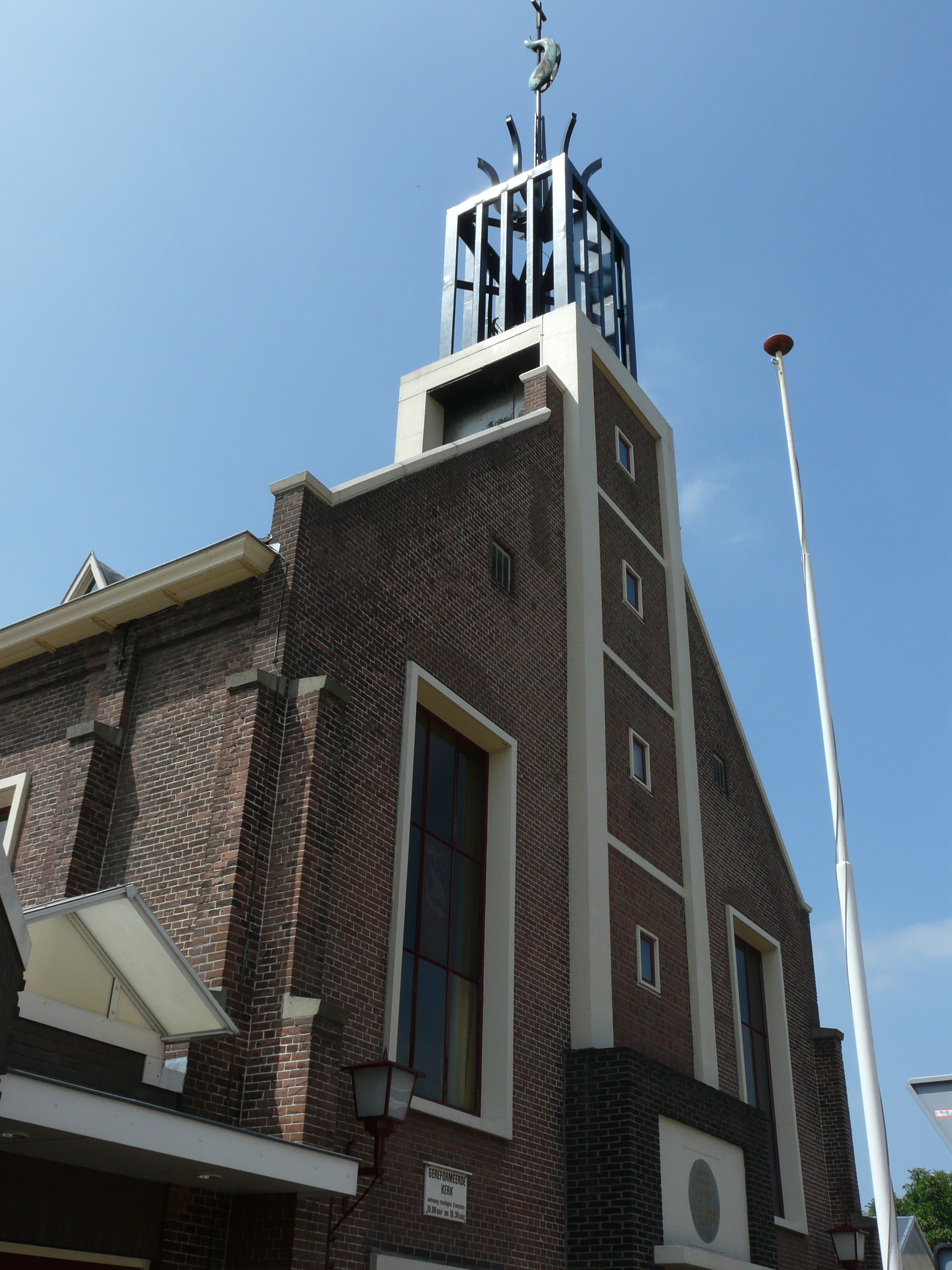
Gereformeerde kerk

De Gereformeerde kerk is een gereformeerd kerkgebouw in de tot de Noord-Brabantse gemeente Altena behorende plaats Nieuwendijk, gelegen aan de Kerkweg 3.

## Geschiedenis
Op deze plaats stond sedert 1856 een kerk van de Christelijke Afgescheiden Gemeente die later verder ging als Christelijke Gereformeerde Kerk. In 1878 werd een nieuw kerkgebouw in gebruik genomen dat werd ontworpen door S. Wzn. Wierda. Er werd toen een orgel geplaatst, vervaardigd door Van Dam.
In 1892 werd door J. de Boer een torenuurwerk geschonken, vervaardigd door A.Vos te Nuenen.
Ook in 1892 ging het kerkgenootschap op in de Gereformeerde Kerken in Nederland.
Het kerkgebouw werd herhaaldelijk uitgebreid, in 1909 met zijvleugels en met name in 1964 toen onder meer de toren werd gemoderniseerd. 

## Gebouw
Het betreft een bouwwerk met een ingebouwde toren waarvan de kern uit 1874 stamt maar die -vooral in 1964- ingrijpend werd gemoderniseerd wat vooral tot uiting komt in de moderne toren.